# Christopher Brown (Schauspieler)
Christopher Brown (* 25. Februar 1973) ist ein australischer Schauspieler.

## Leben
Christopher Brown schloss 1997 die Ausbildung an der VCA-Drama-School in Melbourne erfolgreich ab. Seitdam arbeitet er als Theater- und Filmschauspieler. 2003 erhielt er einen Jurypreis bei den neuseeländischen Film Awards für die Rolle des John im Film Orphans and Angels.

## Filmografie (Auswahl)

### Kinofilme
- 2001: Orphans and Angels
- 2004: Little Deaths
- 2008: Long Weekend
- 2014: Breeding in Captivity

### Fernsehen
- 1998: Der junge Hercules (Young Hercules, eine Folge)
- 1998: Shortland Street
- 1999: High Flyers
- 2000: Stingers (eine Folge)
- 2000: Sit down Shot up (13 Folgen)
- 2001: Shock Jock (eine Folge)
- 2005: Blue Heelers (eine Folge)
- 2007: Satisfaction (eine Folge)
- 2009: City Homicide (eine Folge)
- 2010: Rush
- 2011: Lowdown (eine Folge)
- 2013: It’s a Date (eine Folge)